# Мински метрополитен
Минският метрополитен (на руски: Минский метрополитен; на беларуски: Мінскі метрапалітэн) е метросистемата в Минск, Беларус.
Той е 4-ти по големина метрополитен в Общността на независимите държави и единствен в страната. Експлоатира се от КУП „Минский метрополитен“ от 1999 г.

## История
Плановете за строеж на метро в Минск датират от края на 1960-те години, когато бързо се разраства и населението му доближава 1 милион жители. През 1976 г. е изготвен първият му план, който предвиждал изграждането на линия с 8 станции под главния проспект на града.

## Описание
Днес Минското метро е съставено от 2 линии с обща дължина от 37,27 km, 29 станции и 2 депа. Ежедневно през метрото преминават около 1200 хил. пътници. Линиите и станциите на метрото са подземни.